# Barbara Broadcast
Barbara Broadcast ist ein Pornofilm aus dem Jahr 1977, der als Klassiker des Genres gilt;  Regie führte Radley Metzger unter dem Pseudonym „Henry Paris“.

## Handlung
Die berühmte Schriftstellerin Barbara Broadcast (Annette Haven) wird in einem eleganten New Yorker Restaurant von der Reporterin Roberta (C. J. Laing) interviewed, daraus entstehen verschiedene pornografische Szenen. Später sucht Barbara Broadcast ihren Liebhaber in dessen Büro auf, während Roberta in der Küche einen Koch verführt. Im Anschluss verlagert sich die Handlung in einen Nachtclub.

## Fortsetzung
Im Jahr 2002 wurde die Fortsetzung Barbara Broadcast too! der Regisseurin Veronica Hart veröffentlicht. Die Rolle der Barbara Broadcast wurde mit der Darstellerin Chloe besetzt.

## Auszeichnungen
- XRCO Hall of Fame